# Leoncio Baglieto
 (octobre 2017).
Leoncio Baglieto (état-civil inconnu) est un sculpteur espagnol actif dans la seconde moitié du XIXe siècle.

## Biographie
Originaire de Murcie, il est élève de l'Académie de San Fernando. En 1854, il termine à Cadiz la statue de fray Domingo de Silos Moreno, évêque de Cadiz, visible aujourd'hui sur la place de la Cathédrale, et obtient en 1858, à l'exposition de Séville, une médaille d'argent pour un remarquable buste de Murillo, qui figurera ensuite à l'Exposition nationale de Madrid en 1860. 
Nommé membre de l'académie de Santa Isabel de Séville, il est longtemps professeur de modelage à l'École des Beaux-arts de Séville.